# Erich Wilhelm Schmid
Erich Wilhelm Schmid (auch Erich Schmid; * 29. Juni 1931 in München; † 25. Juli 2024 in Tübingen) war ein deutscher Physiker. Von 1965 bis zu seiner Emeritierung 1996 war Schmid Professor für Theoretische Physik an der Universität Tübingen.

## Ausbildung
Schmid studierte Physik an der Universität München und absolvierte mit dem Diplom (1955) in Experimentalphysik und der Promotion in Theoretischer Physik (1958) unter Walther Gerlach.
Nach zweijähriger Forschungstätigkeit in München wurde er wissenschaftlicher Mitarbeiter an der Florida State University in Tallahassee (1960–1963) unter Karl Wildermuth und wissenschaftlicher Mitarbeiter am Max-Planck-Institut für Physik und Astrophysik in München (1963–1965) unter Werner Heisenberg. Im Jahre 1965 wurde er auf einen Lehrstuhl für Theoretische Atom- und Kernphysik an der Universität Tübingen berufen.

## Forschungstätigkeit
Schmids Forschungstätigkeit begann mit experimenteller und theoretischer Molekülphysik in München und erstreckte sich in der Folge auch auf computergestützte Kernphysik an der Florida State University. Diese Arbeiten wurden nach seiner Rückkehr an das Max-Planck-Institut in München fortgesetzt. Nach seiner Berufung auf den Lehrstuhl an der Universität Tübingen erweiterte er seine Forschungen auf quantenmechanische Mehrteilchenprobleme. Im Jahre 1988 begann er auf einem neuen Forschungsgebiet, den Computeranwendungen in der Medizin, besonders in der Ophthalmologie, zu arbeiten.

## Leistungen
Schmid gründete das ZDV (Zentrum für Datenverarbeitung) der Universität Tübingen. Gemeinsam mit Ivo Šlaus initiierte er das European Few-Body-Physics Research Committee und war Mitglied im Editorial Board des Journals Few-Body Systems. Schmid ist Erstautor der Monographie "The Quantum-Mechanical Three-Body Problem" (erschienen auch auf Russisch) und der Lehrbücher "Theoretical Physics on the Personal Computer" (erschienen auch auf Deutsch und Japanisch), später herausgebracht als "Physikalische Simulationen mit dem Personalcomputer: Mechanik, Elektrizität, Wärme, Quantenmechanik". Schmid ist Autor zahlreicher referierter Publikationen und Konferenzbeiträge.